# Bishop W. Perkins

Bishop W. Perkins

Bishop Walden Perkins (* 18. Oktober 1841 in Rochester, Lorain County, Ohio; † 20. Juni 1894 in Washington, D.C.) war ein US-amerikanischer Politiker (Republikanische Partei), der den Bundesstaat Kansas in beiden Kammern des US-Kongresses vertrat.
Nach dem Besuch der öffentlichen Schulen setzte Bishop Perkins seine Ausbildung auf dem Knox College in Galesburg (Illinois) fort. In der Folge war er als Goldsucher in Kalifornien und New Mexico tätig, ehe er sich während des Sezessionskrieges der Unionsarmee anschloss und dort bis zum Captain aufstieg. Er studierte nach dem Krieg in Ottawa die Rechtswissenschaften, wurde 1867 in die Anwaltskammer aufgenommen und begann in Princeton zu praktizieren.
Später zog Perkins nach Kansas um, wo er sich in Oswego niederließ und weiter als Jurist arbeitete. Zwei Jahre lang war er als Anwalt bei der Missouri, Kansas & Texas Railroad beschäftigt; 1869 wurde er Staatsanwalt im Labette County. Von 1870 bis 1882 fungierte er dort als Nachlassrichter; während dieser Zeit war er auch als Redakteur des Oswego Register tätig.
Am 4. März 1883 zog Bishop Perkins als Abgeordneter ins Repräsentantenhaus der Vereinigten Staaten ein, wo er nach dreimaliger Wiederwahl bis zum 3. März 1891 verblieb, ehe er bei seiner fünften Kandidatur dem Populisten Benjamin H. Clover unterlag. Am 1. Januar 1892 wurde er zum Nachfolger des verstorbenen US-Senators Preston B. Plumb ernannt. Dieses Mandat übte er bis zum 3. März 1893 aus, ehe ihn der bei der Nachwahl siegreiche John Martin ablöste. Danach arbeitete Perkins wieder als Jurist in Washington, wo er im folgenden Jahr starb.